# Acalabrutinib
Acalabrutinib (handelsnamn Calquence) är ett läkemedel som används för att behandla en typ av Non-Hodgkins-lymfom som kallas mantelcellslymfom. Specifikt är det för personer som tidigare hade behandlats med en annan terapi. Från och med 2019 var det oklart om det förbättrade resultaten.  
Vanliga biverkningar inkluderar huvudvärk, trötthet, låga röda blodkroppar, låga blodplättar och låga vita blodkroppar. Det är en andra generations Brutons tyrosine kinase inhibitor.
Acalabrutinib godkändes i USA för medicinskt bruk 2017. Grossistkostnaden från och med 2018 i USA är 14 064 amerikanska dollar per månad.

## Medicinsk användning
Det används för att behandla en typ av Non-Hodgkins-lymfom som kallas mantelcellslymfom. År 2019 var det oklart om det resulterar i förbättrade resultat.

## Bieffekter
De vanligaste biverkningarna var huvudvärk, diarré och viktökning. Trots rapporterna på en större förekomst av övergående huvudvärk tyder data på en fördel med Acalabrutinib jämfört med Ibrutinib på grund av förväntade minskade biverkningar av hudutslag, svår diarré och blödningsrisk.  

## Samhälle och kultur

### Namn
Acalabrutinib är ett International nonproprietary name (INN).  

### Regulering
Från och med februari 2016 hade Acalabrutinib fått en särläkemedelsbeteckning i USA endast för Kronisk lymfatisk leukemi (CLL) och utsågs på liknande sätt som ett särläkemedel av European Medicines Agency (EMA) Committee for Orphan Medicinal Products (COMP) för behandling av tre indikationer - CLL/lymfocytiskt lymfom (SLL), mantelcellymfom (MCL) och lymfoplasmacytiskt lymfom (Waldenströms makroglobulinemi, WM). Godkännande skulle leda till en tioårsperiod med marknadseksklusivitet för behandling av angivna sjukdomar i Europa.

### Ekonomi
Det utvecklades av Acerta Pharma. Efter lovande resultat för KLL i initiala kliniska försök, så köpte Astra Zeneca 55 procent av aktierna i Acerta Pharma för fyra miljarder dollar i december 2015. I köpet ingick en option att förvärva resterande 45 procent av  företaget för ytterligare tre miljarder dollar, villkorat av godkännande i både USA och Europa och etablering av kommersiella möjligheter.

## Forskning
Jämfört med Ibrutinib så demonstrerade acalabrutinib högre selektivitet och hämning av den riktade aktiviteten av BTK, medan den har en mycket större IC 50 eller på annat sätt praktiskt taget ingen hämning på kinasaktiviteter av ITK, EGFR, ERBB2, ErbB4, JAK3, BLK, FGR, FYN, HCK, LCK, LYN, SRC och YES1. Vidare, i blodplättar behandlade med Ibrutinib, inhiberades trombbildningen tydligt medan ingen påverkan på trombosbildning identifierades jämfört med kontrollerna för de som behandlades med acalabrutinib. Dessa fynd tyder starkt på en förbättrad säkerhetsprofil för Acalabrutinib med minimerade biverkningar jämfört med Ibrutinib. I prekliniska studier visade det sig vara mer potent och selektiv än Ibrutinib, den första i klassen BTK-hämmare.
Delresultaten av den fortfarande pågående första kliniska prövningen av den första mänskliga fasen 1/2 (NCT02029443) med 61 patienter för behandling av återfall av kronisk lymfocytisk leukemi (CLL) är uppmuntrande, med en total svarprocent på 95% som visar potential att bli en "bäst-i-klassen" behandling för CLL. Noterbart uppnåddes en 100% svarsfrekvens för de personer som var positiva för borttagandet av genen 17p13.1 - en undergrupp som typiskt resulterar i ett dåligt svar på terapi och förväntade resultat.
Den 14 april 2020 meddelade Astra Zeneca att de påbörjar kliniska studier för användning av läkemedlet Calquence för behandling av sk. Cytokinstormar som kan uppstå hos allvarligt sjuka Covid-19 patienter.